# Vanity Fair (映像作品)
『Vanity Fair』（ヴァニティ フェア）は、松田聖子のミュージック・ビデオ集。1996年6月3日発売。発売元はマーキュリー・ミュージックエンタテインメント。

## 解説
松田聖子6作目のミュージック・ビデオ集で、同年発売アルバム『Vanity Fair』収録曲のミュージック・ビデオを収録している。

## 収録曲
1. Opening
2. あなたに逢いたくて～Missing you～
3. Darling You're The Best
4. 明日へと駆け出してゆこう
5. Interviews
6. Ending